# Dar Rounga
Le Dar Rounga (ou Dar Runga) était un sultanat qui se trouvait au sud de l’actuel Tchad. Son territoire s’étendait entre le Salamat, l'Aouk et le Kara. Il faisait partie du royaume du Ouaddaï. Conquis par Rabah en 1890, il fut annexé a son ancien vassal, le sultanat de Dar Kouti. C’était une importante source d'esclaves pour le Darfour.
Il fut exploré par William George Browne, puis par le botaniste Auguste Chevalier.